# Paisatge amb dues nimfes i una serp
El Paisatge amb dues nimfes i una serp és un quadre classicista francès del segle xviii que Nicolas Poussin va pintar cap a l'any 1659 i que actualment es troba al museu Condé de Chantilly (França). La tècnica utilitzada és oli sobre tela i les seves proporcions són de 118cm × 179cm.
El quadre està pintat cap a la fi de la vida de Poussin. El motiu està inspirat en un antic mosaic de Palestina. Es tracta d'un paisatge, considerat un gènere menor a l'època, un gènere que Poussin vol revaloritzar, com sol fer, afegint-hi figures mitològiques o històriques, ja que aquests paisatges, quan tenen figures humanes, esdevenen un gènere pictòric major.
En un primer pla, al mig, hi ha dues nimfes que observen com una serp atrapa un ocell. D'aquesta manera fa contrastar l'aparent calma de la natura amb l'acció de la serp, i les nimfes, meres observadores, aporten les figures humanes i l'excusa mitològica per a donar més valor al quadre.